# Arcidiocesi di Berlino

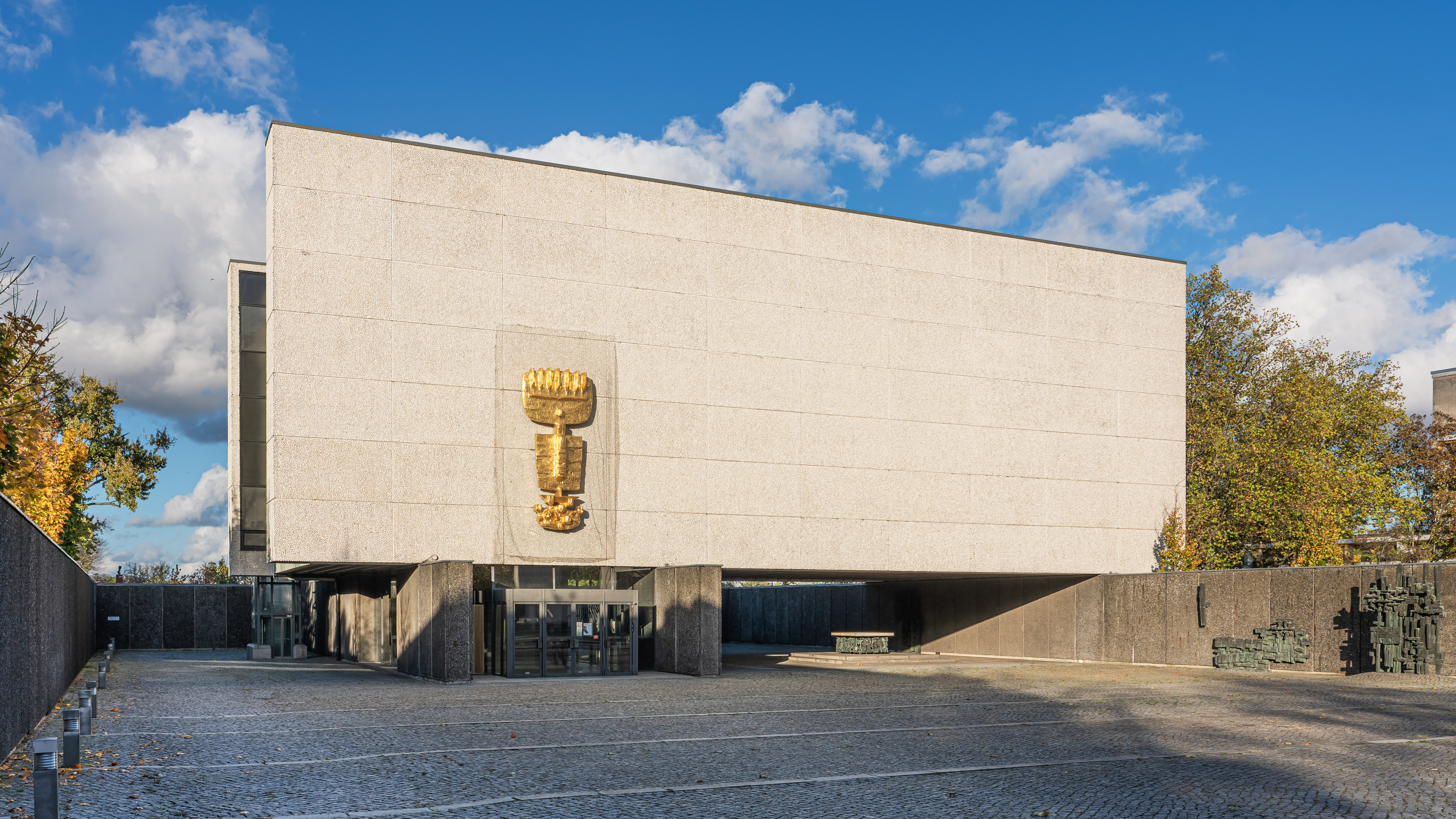
La chiesa del carmelo Regina Martyrum di Berlino.

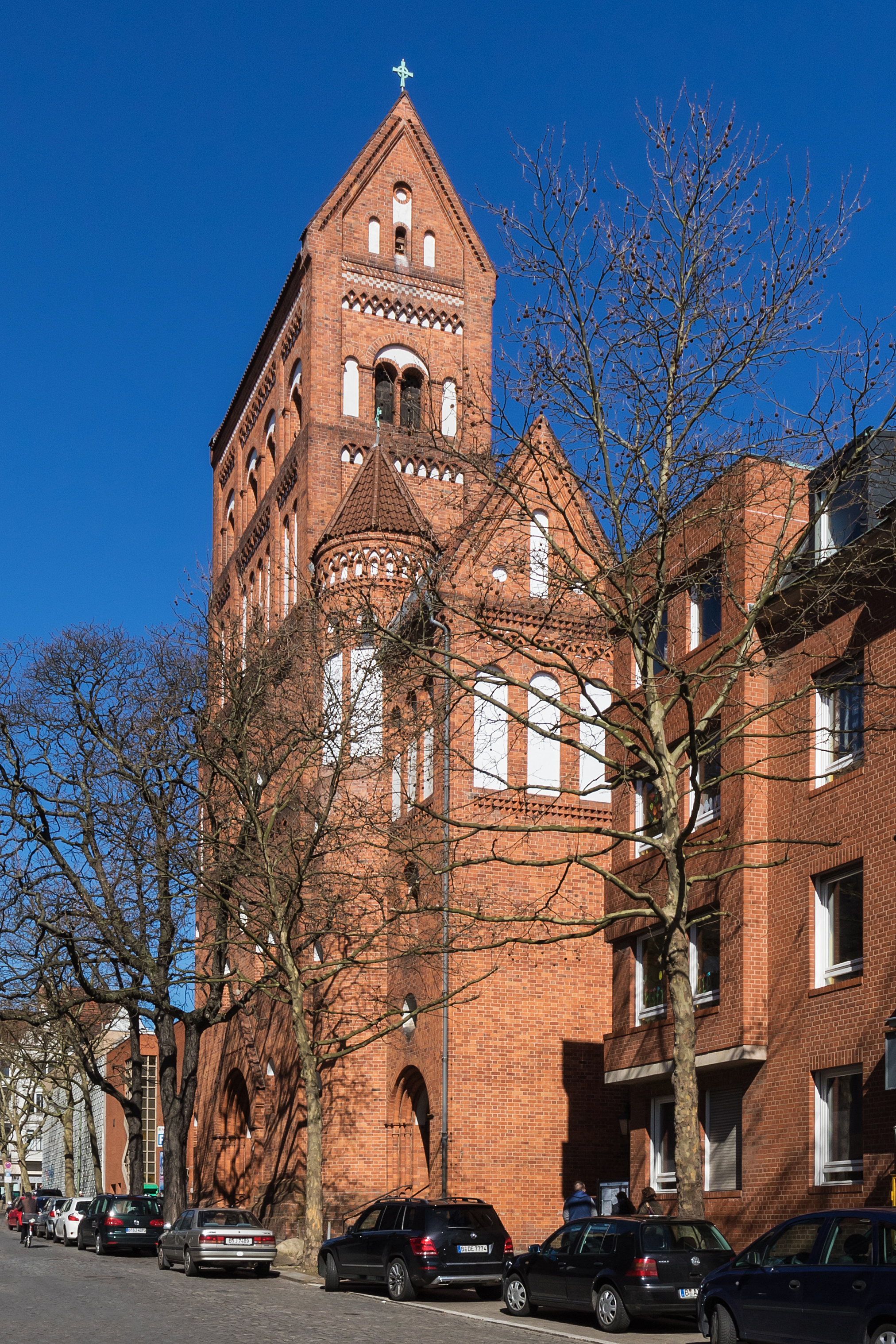
La Rosenkranz-Basilika di Berlino.

L'arcidiocesi di Berlino (in latino Archidioecesis Berolinensis}) è una sede metropolitana della Chiesa cattolica in Germania. Nel 2022 contava 414.700 battezzati su 6.074.042 abitanti. È retta dall'arcivescovo Heiner Koch.

## Territorio
L'arcidiocesi comprende il land di Berlino, la parte centro-settentrionale del Brandeburgo e la quasi totalità della Pomerania Anteriore.
Sede arcivescovile è la città di Berlino, dove si trovano la cattedrale di Sant'Edvige e la basilica minore di Nostra Signora del Rosario (Rosenkranz-Basilika).
Il territorio si estende su 28.962 km² ed è suddiviso in 75 parrocchie, raggruppate in 17 decanati: Berlino Mitte, Berlino Lichtenberg, Berlino Pankow, Berlino Charlottenburg-Wilmersdorf, Berlino Spandau, Berlino Steglitz-Zehlendorf, Berlino Tempelhof-Schöneberg, Berlino Neukölln, Berlino Treptow-Köpenick, Berlino Reinickendorf, Brandeburgo sulla Havel, Eberswalde, Fürstenwalde/Spree, Oranienburg, Potsdam-Luckenwalde, Pomerania Anteriore e Wittenberge.

### Provincia ecclesiastica
La provincia ecclesiastica di Berlino, istituita nel 1994, comprende 2 suffraganee:
- diocesi di Dresda-Meißen
- diocesi di Görlitz

## Storia
L'evangelizzazione del territorio della presente arcidiocesi di Berlino risale alla prima metà del XII secolo e si deve ai viaggi missionari del vescovo Ottone di Bamberga. Originariamente queste terre erano soggette alla giurisdizione di più diocesi: Brandeburgo, Havelberg, Cammin, Lebus, Schwerin e Roskilde. Berlino apparteneva alla diocesi di Brandeburgo e già nel XIII secolo possedeva tre chiese parrocchiali: San Nicola, la più antica, San Pietro e Santa Maria.
Durante la riforma protestante Berlino passò totalmente alla nuova confessione religiosa grazie all'opera di zelanti predicatori luterani e alle determinazioni del principe elettore Gioacchino II di Brandeburgo. Il cattolicesimo venne estirpato con misure restrittive, in particolare durante il principato di Federico Guglielmo I di Brandeburgo (1640-1688), che vietò anche l'esercizio privato del cattolicesimo a Berlino e in tutta la regione; e benché ci fossero cappelle cattoliche nelle ambasciate di Austria e di Francia, vietò ai berlinesi di accedervi e prendere parte alle cerimonie cattoliche che vi si svolgevano.
La situazione per i cattolici migliorò a cavallo tra i secoli XVII e XVIII, quando il principe Federico III, nelle trattative con l'imperatore per vedersi riconoscere come primo re di Prussia, dovette fare delle concessioni. Nel 1701 il delegato del vicario apostolico delle missioni settentrionali, Agostino Steffani, poté celebrare una messa a Berlino, ma non riuscì a far riconoscere la sua giurisdizione sulla città; l'anno successivo segnalò a Propaganda Fide che nella capitale prussiana vi erano circa 900 cattolici.
Nel 1719 i cattolici berlinesi ottennero da Federico Guglielmo I un locale dove celebrare le proprie funzioni religiose, che vennero affidate dal re al domenicano padre Torck, che ottenne per primo il titolo di prevosto da Federico II. Questo re, per amicarsi i suoi sudditi cattolici, in particolare quelli della Slesia appena conquistata, fece costruire, tra il 1746 e il 1773, la chiesa di Sant'Edvige, che ottenne il titolo di parrocchia, ma sottomessa all'autorità dei pastori protestanti. Dal punto di vista giuridico, i cattolici di Berlino e della sua regione dipendevano dal vicariato apostolico dell'Alta e Bassa Sassonia fino al 1780 e poi di nuovo da quello delle missioni settentrionali, ma poiché questi vicari non vi poterono mai esercitare alcuna effettiva giurisdizione, nel 1806 trasferirono i loro diritti ai vescovi di Breslavia.
Il 16 luglio 1821, con la bolla De salute animarum, papa Pio VII riorganizzò le circoscrizioni ecclesiastiche cattoliche nel regno di Prussia. Berlino divenne la sede di una delegazione, con giurisdizione su gran parte del Brandeburgo e della Pomerania, dipendente dalla diocesi di Breslavia, i cui vescovi ne erano amministratori perpetui; e i prevosti di Sant'Edvige, in qualità di delegati (Fürstbischöfliche delegatur), entrarono di diritto a far parte del capitolo della cattedrale di Breslavia. Successivamente la delegazione fu elevata al rango di amministrazione apostolica. Nel 1909 la delegazione, estesa all'incirca su 60.000 km², era divisa in 8 arcipreture e 92 parrocchie, con poco più di 440.000 cattolici e 140 preti.
La diocesi di Berlino fu eretta il 13 agosto 1930 in forza della bolla Pastoralis officii nostri di papa Pio XI con i territori che erano appartenuti all'amministrazione apostolica, contestualmente soppressa. La chiesa di Sant'Edvige divenne la cattedrale della nuova diocesi, assegnata alla provincia ecclesiastica dell'arcidiocesi di Breslavia.
Durante il periodo nazionalsocialista il rettore della cattedrale Bernhard Lichtenberg fu arrestato e deportato nel campo di concentramento di Dachau per avere pregato per gli ebrei perseguitati; vi morì il 5 settembre 1943 e fu beatificato da papa Giovanni Paolo II il 23 giugno 1996.
Al termine della seconda guerra mondiale la diocesi si trovò divisa in due dal nuovo confine di Stato, la linea Oder-Neiße, che divideva la Polonia e la Germania. La Santa Sede nominò degli amministratori apostolici per la parte polacca della diocesi, finché il 28 giugno 1972 si arrivò ad un accordo che permise di erigere su questi territori le nuove diocesi polacche di Stettino-Kamień, di Koszalin-Kołobrzeg e di Gorzów.
Il 27 giugno 1994 in forza della bolla Certiori christifidelium di papa Giovanni Paolo II Berlino è stata elevata al rango di arcidiocesi metropolitana, avente come suffraganee le diocesi di Görlitz e di Dresda-Meißen.
L'arcidiocesi ha ricevuto la visita di papa Benedetto XVI il 22 e 23 settembre 2011.

## Cronotassi dei vescovi
Si omettono i periodi di sede vacante non superiori ai 2 anni o non storicamente accertati.
- Christian Schreiber † (13 agosto 1930 - 1º settembre 1933 deceduto)
- Nikolaus Bares † (21 dicembre 1933 - 1º marzo 1935 deceduto)
- Konrad von Preysing Lichtenegg Moos † (5 luglio 1935 - 21 dicembre 1950 deceduto)
- Wilhelm Weskamm † (29 maggio 1951 - 21 agosto 1956 deceduto)
- Julius August Döpfner † (15 gennaio 1957 - 3 luglio 1961 nominato arcivescovo di Monaco e Frisinga)
- Alfred Bengsch † (16 agosto 1961 - 13 dicembre 1979 deceduto)
- Joachim Meisner † (22 aprile 1980 - 20 dicembre 1988 nominato arcivescovo di Colonia)
- Georg Maximilian Sterzinsky † (28 maggio 1989 - 24 febbraio 2011 ritirato)
- Rainer Maria Woelki (2 luglio 2011 - 11 luglio 2014 nominato arcivescovo di Colonia)
- Heiner Koch, dall'8 giugno 2015

## Statistiche
L'arcidiocesi nel 2022 su una popolazione di 6.074.042 persone contava 414.700 battezzati, corrispondenti al 6,8% del totale.
| anno | popolazione | popolazione | popolazione | presbiteri | presbiteri | presbiteri | presbiteri                | diaconi | religiosi | religiosi | parrocchie |
| anno | battezzati  | totale      | %           | numero     | secolari   | regolari   | battezzati per presbitero | diaconi | uomini    | donne     | parrocchie |
| ---- | ----------- | ----------- | ----------- | ---------- | ---------- | ---------- | ------------------------- | ------- | --------- | --------- | ---------- |
| 1950 | 657.358     | 6.897.872   | 9,5         | 478        | 350        | 128        | 1.375                     |         | 243       | 2.225     | 255        |
| 1958 | 1.286.000   | 7.325.000   | 17,6        | 810        | 560        | 250        | 1.587                     |         | 230       | 2.350     | 428        |
| 1970 | 474.012     | 6.184.245   | 7,7         | 487        | 342        | 145        | 973                       |         | 208       | 1.980     | 237        |
| 1980 | 434.275     | 6.000.000   | 7,2         | 494        | 353        | 141        | 879                       | 8       | 183       | 1.488     | 239        |
| 1990 | 436.183     | 4.720.000   | 9,2         | 427        | 315        | 112        | 1.021                     | 15      | 144       | 970       | 229        |
| 1999 | 417.665     | 5.600.000   | 7,5         | 420        | 287        | 133        | 994                       |         | 176       | 854       | 135        |
| 2000 | 390.577     | 5.700.000   | 6,9         | 392        | 263        | 129        | 996                       | 25      | 175       | 673       | 135        |
| 2001 | 385.770     | 5.700.000   | 6,8         | 423        | 276        | 147        | 911                       | 25      | 195       | 650       | 138        |
| 2002 | 380.275     | 5.695.000   | 6,7         | 417        | 275        | 142        | 911                       | 25      | 179       | 614       | 138        |
| 2003 | 377.526     | 5.690.000   | 6,6         | 431        | 290        | 141        | 875                       | 26      | 168       | 599       | 136        |
| 2004 | 377.526     | 5.690.000   | 6,6         | 428        | 291        | 137        | 882                       | 27      | 165       | 691       | 122        |
| 2006 | 386.279     | 5.700.000   | 6,8         | 396        | 282        | 114        | 975                       | 30      | 147       | 626       | 94         |
| 2012 | 396.095     | 5.806.310   | 6,8         | 417        | 297        | 120        | 949                       | 32      | 142       | 543       | 103        |
| 2015 | 408.953     | 5.730.485   | 7,1         | 429        | 308        | 121        | 953                       | 31      | 146       | 487       | 103        |
| 2018 | 412.700     | 5.934.909   | 7,0         | 352        | 251        | 101        | 1.172                     | 42      | 125       | 433       | 103        |
| 2020 | 411.600     | 6.028.542   | 6,8         | 339        | 234        | 105        | 1.214                     | 46      | 129       | 413       | 99         |
| 2022 | 414.700     | 6.074.042   | 6,8         | 338        | 238        | 100        | 1.226                     | 45      | 119       | 378       | 75         |